# José-Luis Carranza
José-Luis „Puma“ Carranza (* 8. Januar 1964 in Lima) ist ein ehemaliger peruanischer Fußballer, Verteidiger bei „Universitario“ und in der peruanischen Auswahl.
Er debütierte 1986 beim Fußballclub „Universitario de Deportes“, der einzigen Mannschaft, für die er 19 Jahre lang ununterbrochen verteidigte. Er gewann sieben nationale Meisterschaften und ist der Spieler, der in den meisten Klassiker-Begegnungen zwischen Universitario und Alianza Lima teilnahm.
Seine letzte Begegnung als professioneller Spieler bestritt er am 26. Dezember 2004, in der er nach einem Freistoß mit einem der wenigen Tore, die der Verteidiger in seiner Karriere schoss, die Führung erzielte.
2005 nahm Carranza mit einem Freundschaftsspiel Abschied vom professionellen Fußball. Das Spiel und die dazugehörige Abschieds-Show wurden live im peruanischen Fernsehen übertragenen.

## Titel

### Verein
Universitario de Deportes
- Peruanischer Meister (8): 1985, 1987, 1990, 1992, 1993, 1998, 1999, 2000